# 동화 (음악 그룹)
동화는 대한민국의 국악 그룹이다. 2013년 정규 1집 앨범 [꿈꾸는 동화]로 데뷔했다.

## 음반
- 꿈꾸는 동화 (2013)
- 모란이 피기까지는 (2014)
- 2015 따뜻한 말 한마디 (2015)
- Another Dreams (2015)
- 구름이 무심탄 말이 (2016)
- 시인의 나라 Part.1 (2016)
- 시인의 나라 Part.2 (2016)
- 나무의 아이 OST (2021)

## 공연
- 아름다움의 풍류 (2016)

## 수상
- 신진국악예술무대 '천차만별 콘서트' 우수상 (2015)